# STAR (超ときめき♡宣伝部の曲)
『STAR』（スター）は、超ときめき♡宣伝部の7枚目のシングル（インディーズを含めると通算10枚目）である。2022年11月9日にavex traxからリリースされた。

## 概要
2020年の『トゥモロー最強説!!』リリース以降、アルバム『ときめきがすべて』および2枚のミニアルバム『すきすきすきすきすきすきっ!』、『ハートギュッと!』を挟んで約2年2ヶ月ぶりにリリースされたシングルである。
2022年8月27日にZepp Haneda(TOKYO)で開催された「超ときめき♡宣伝部のサンリオキャラクターズと行く！真夏のハートギュッとTOUR 2022」東京公演の1部にて本作のリリースが発表された。
表題曲である「STAR」は『シャドウバースF』（テレビ東京系列）第3・4クール（2022年10月1日 - 2023年3月25日）のエンディングテーマとして使用された。
2022年9月28日、表題曲「STAR」が各種配信サイトにて先行配信された。
2022年10月5日に生放送された『おはスタ』（テレビ東京系列）に超ときめき♡宣伝部がゲストとして出演した。この日の放送で「STAR」のパフォーマンスがテレビ初披露された。
2022年11月7日、各種配信サイトにて配信シングル『STAR』の先行配信が開始された。
リリース日前後に各メディアでインタビューが公開された。
2022年11月21日付のオリコン週間シングルランキングにて5位となった。
2022年12月31日に日本武道館で開催された第6回 ももいろ歌合戦にて紅組トップバッターとして「STAR」のパフォーマンスを行った。

## 収録曲
（超ときめき♡宣伝部：辻野かなみ、杏ジュリア、坂井仁香、小泉遥香、菅田愛貴、吉川ひより）
後述する各形態のうち、mu-moショップ限定盤のみ下表の全楽曲が収録されており、他形態は一部楽曲のみが収録されている。
| #  | タイトル                       | 作詞              | 作曲               | 編曲              |
| -- | ------------------------------ | ----------------- | ------------------ | ----------------- |
| 1. | 「STAR」                       | MUTEKI DEAD SNAKE | MUTEKI DEAD SNAKE  | MUTEKI DEAD SNAKE |
| 2. | 「わがままプリンセス」         | 石黑剛            | 石黑剛             | ha-j、石黑剛      |
| 3. | 「ホップステップジャンプLOVE」 | 長内映里          | YAGO、Yu-ki Kokubo | YAGO              |

### STAR
- 表題曲。テレビ東京系列『シャドウバースF』第3・4クール エンディングテーマ（2022年10月1日 - 2023年3月25日）[23]
- 2022年9月28日に単曲で先行配信が開始された[24]。
- 2022年10月8日にMusic Video[25]が公開された[26]。
- 2022年10月22日に幕張メッセで開催されたグループ史上過去最大規模のワンマンライブ「行くぜ！超ときめき♡宣伝部 in 幕張メッセ！〜星をめざして〜」にて初披露され[27]、10月24日にはそのライブ動画[28]が公開された[29]。
- 日本テレビ系列『それって!?実際どうなの課』11月エンディング[30]
- 2022年11月16日発表 週間 USEN HIT J-POPランキング 2位[31]
- 2022年12月31日に開催された第6回 ももいろ歌合戦にて「STAR」のパフォーマンスを行った[22]。

### わがままプリンセス
- 2022年10月22日に幕張メッセで開催されたグループ史上過去最大規模のワンマンライブ「行くぜ！超ときめき♡宣伝部 in 幕張メッセ！〜星をめざして〜」にて初披露され[27]、10月24日にはそのライブ動画[32]が公開された。

### ホップステップジャンプLOVE
- 坂井仁香は当楽曲について「「この勢いのまま行けるところまで行こうぜ！」という姿勢の疾走感あふれる楽曲」と評している[33]。

## 販売形態
mu-moショップ限定盤、TYPE-A、TYPE-Bの3形態で発売された。
mu-moショップ限定盤には2022年5月28日に横浜武道館で開催されたワンマンライブ「ときめき♡夏の晴れ舞台2022」のLIVE音源CDとライブ映像Blu-ray、そして「STAR」のMusic Videoなどが収められたBlu-rayが付属する。
| 形態                | 規格・カタログ番号   | 収録内容                                                                                                 |
| ------------------- | -------------------- | --- |
| mu-moショップ限定盤 | 2CD+2BD (AVC1-61261) | - CD - ときめき♡夏の晴れ舞台2022 ライブ音源 - 「STAR」Music Video - ときめき♡夏の晴れ舞台2022 ライブ映像 |
| TYPE-A              | CD（AVCD-61263）     | - CDのみ                                                                                                 |
| TYPE-B              | CD（AVCD-61264）     | - CDのみ                                                                                                 |

### 配信シングル
2022年9月28日、表題曲となる「STAR」が単曲のみで配信限定シングルとして各種配信サイトにて配信が開始された。
| #         | タイトル  | 作詞              | 作曲              | 編曲              | 時間 |
| --------- | --------- | ----------------- | ----------------- | ----------------- | ---- |
| 1.        | 「STAR」  | MUTEKI DEAD SNAKE | MUTEKI DEAD SNAKE | MUTEKI DEAD SNAKE | 3:35 |
| 合計時間: | 合計時間: | 合計時間:         | 合計時間:         | 合計時間:         | 3:35 |

2022年11月7日、CDシングル発売に先立って配信シングル『STAR』が各種配信サイトにて先行配信が開始された。
| #         | タイトル                                      | 作詞              | 作曲              | 編曲              | 時間  |
| --------- | --------------------------------------------- | ----------------- | ----------------- | ----------------- | ----- |
| 1.        | 「STAR」                                      | MUTEKI DEAD SNAKE | MUTEKI DEAD SNAKE | MUTEKI DEAD SNAKE | 3:37  |
| 2.        | 「わがままプリンセス」                        | 石黒剛            | 石黒剛            | ha-j・石黒剛      | 4:14  |
| 3.        | 「ホップステップジャンプLOVE」                | Eri Osanai        | YAGO・Yu-ki Kokbo | YAGO              | 3:48  |
| 4.        | 「STAR (instrumental)」                       |                   |                   |                   | 3:37  |
| 5.        | 「わがままプリンセス (instrumental)」         |                   |                   |                   | 4:14  |
| 6.        | 「ホップステップジャンプLOVE (intsrumental)」 |                   |                   |                   | 3:48  |
| 合計時間: | 合計時間:                                     | 合計時間:         | 合計時間:         | 合計時間:         | 23:18 |

## コラボキャンペーン
- SHIBUYA109にて期間限定ポップアップストアの実施[34]
- 超ときめき♡宣伝部×HMVキャンペーン - CD購入特典、衣装展＆パネル展
- SHIBUYA TSUTAYAコラボキャンペーン - CD購入特典、衣装展＆パネル展
- アニメイト・ゲーマーズ応援店キャンペーン - CD購入特典、パネル展
- タワーレコード超♡応援店キャンペーン - コラボポスター掲示、CD購入特典、衣装展＆パネル展

## タイアップ
| 楽曲     | 番組                                           | 内容・期間                      | 備考   |
| -------- | ---------------------------------------------- | ------------------------------- | ------ |
| 「STAR」 | 『シャドウバースＦ』（テレビ東京系列）         | 第3・4クール エンディングテーマ | [ 35 ] |
| 「STAR」 | 『それって!?実際どうなの課』（日本テレビ系列） | 2022年11月エンディング          | [ 36 ] |

## テレビ出演
| 楽曲     | 番組                                        | 放送日         | 備考         |
| -------- | ------------------------------------------- | -------------- | ------------ |
| 「STAR」 | 『おはスタ』（テレビ東京系列）              | 2022年10月5日  | テレビ初披露 |
| 「STAR」 | 『第6回 ももいろ歌合戦』（ABEMA・BS日テレ） | 2022年12月31日 | [ 22 ]       |